# Сеймените
Сеймените е село в Северна България. То се намира в община Велико Търново, област Велико Търново.
Село Сеймените се намира в планински район на южен склон, с изглед към връх Върбанов чукар, Клъшки чукар и в. Дряна. Самото село е в подножието на в. Белновръх, висок 854 m, осеян с множество извори. По билото му минава границата между Търновска и Габровска област.

## История
Има легенда за създаването на това балканско селце. По време на османската власт, през 1537г., трима братя бягат от турските мъчения и кръвния данък, от Русенско. Заселват се в Балкана и основават трите балкански махали Сеймени, Самсии и Цеперани. За това, старите хора разправят, свидетелствала „Писаната скала“, на която било записано на турски, причината за преселването на трите семейства. Първият брат бил сеймен тоест стражар и за това мястото където се заселил нарекли Сеймените. Вторият брат бил лечител и цепел рани и от там мястото където се заселил било наречено Цеперани. Третия брат дълго време бил сам и мястото където се заселил нарекли Самсии.
От този район произхождат множество хайдути и войводи, борци за свобода и независимост. Родом от Цепераните е известния Бойчо войвода, а също и Богдан войвода (цеперанека), Хаджи Досьо Байрактар, Филип Тотю (с.Гърците), Вълчан Войвода и много други.
Село Сеймените нараства най-много от трите села — през 1936 година има 136 жители и собствено училище. То просъществува до 60-те години на XX век, когато по-голямата част от населението се преселва основно в Стара Загора. Родовете там си имат и специфични фамилии: Башакели, Батарей, Донките, Сплитките и Редките. Преди и по време на Първата световна война кмет на Райковци, което обхваща общо 20 балкански села, е Димо Драгошинов от Батарейте. През 1931 година по време на предизборната кампания за парламентарните избори на гости на най-богатия и заможен търговец от този род Кою Колев отива Стойчо Мушанов, министър на вътрешните работи в Царство България, брат на министър-председателя Никола Мушанов.
Сейменчани са от векове майстори в правенето на сливова ракия. Тя е доста по-силна от ракията в търговската мрежа и е традиционна местна напитка.

## Население
Численост на населението според преброяванията през годините:
| \| Година на преброяване \| Численост \| \| --------------------- \| --------- \| \| 1934 \| 116 \| \| 1946 \| 91 \| \| 1956 \| 69 \| \| 1965 \| 30 \| \| 1975 \| 9 \| \| 1985 \| 4 \| \| 1992 \| 3 \| \| 2001 \| 3 \| \| 2011 \| 3 \| \| 2021 \| 4 \| |           |
| Година на преброяване | Численост |
| 1934 | 116       |
| 1946 | 91        |
| 1956 | 69        |
| 1965 | 30        |
| 1975 | 9         |
| 1985 | 4         |
| 1992 | 3         |
| 2001 | 3         |
| 2011 | 3         |
| 2021 | 4         |

### Етнически състав
Преброяване на населението през 2011 г.
Численост и дял на етническите групи според преброяването на населението през 2011 г.:
|                     | Численост | Дял (в %) |
| Общо                | 3         | 100.00    |
| Българи             | 3         | 100.00    |
| Турци               | 0         | 0.00      |
| Цигани              | 0         | 0.00      |
| Други               | 0         | 0.00      |
| Не се самоопределят | 0         | 0.00      |
| Неотговорили        | 0         | 0.00      |

## Културни и природни забележителности
Село Сеймените се намира в живописния район на Централна Стара планина. В подножието на Белновръх, в местността Чукара се намира едно от най-старите букови дървета в България с обиколка 5,25 метра и диаметър 1,67 метра на възраст над 400 години. Този вековен бук в миналото е имал сакрално значение за сейменчани, които на празника на Кирил и Методий правят край него курбан за здраве и берекет. Самото място около бука се нарича „Черквата“. На път за там се намира Чичура, най-голямата чешма в Сеймените. Построена е на 20 август 1927 година от Кою Димов Колев от Батарейте, Пеню Колев от Донките и Никола Станчев от Башакелите. Самата чешма е с 5 корита, като първото е издълбано от камък.

## Редовни събития
Сейменчани участват всяка година в събора на село Райковци, който се провежда на Богородица, 28 август по стар стил.